# Bertha Quinn
Bertha Quinn (* 1873 in Middlesbrough; † 3. April 1951 in Leeds) war eine englisch-britische Suffragette, Gewerkschafterin und Politikerin. Sie wurde fünfmal verhaftet und saß einmal im Gefängnis, wo sie als eine der ersten katholischen Suffragetten nach einem Hungerstreik zwangsernährt wurde. Quinn war von 1929 bis 1943 Labour Party-Ratsmitglied in Leeds und von 1915 bis 1943 Gewerkschaftsvertreterin der National Union of Tailors and Garment Workers. Quinn wurde 1946 mit der päpstlichen Benemerenti-Medaille ausgezeichnet.

## Leben
Quinn 1873 in Middlesbrough als Kind irisch-katholischer Eltern geboren. Sie wurde auf den Namen „Bridget“ getauft, ist aber ausschließlich unter dem Namen „Bertha“ bekannt. Quinn wurde Arbeiterin in der Textilindustrie und trat der Tailors and Garment Workers Union (Gewerkschaft der Textilarbeiter) bei. Quinn erklärte später, dass „ich als Kind in meinem katholischen Katechismus lernte, dass die Unterdrückung der Armen und der Betrug der Arbeiter um ihren Lohn zusammen mit anderen üblen Verbrechen nach Rache schreien.“
Sie war auch der Meinung, dass die Regierung durch die Ablehnung der gerechten Forderung nach dem Frauenwahlrecht Millionen von Frauen „der kapitalistischen Ausbeutung in Fabriken, Werkstätten und Mühlen ausgesetzt hatte“. Quinn engagierte sich in der Women’s Social and Political Union (WPSU), wie viele andere arbeitende Frauen, die nicht der National Union of Women’s Suffrage Societies (NUWSS) beitraten, die eher der liberalen Partei und den Arbeitgebern nahestand. Quinn nahm an WSPU-Protesten teil und kettete sich unter anderem an das Geländer des Unterhauses. Sie wurde fünfmal verhaftet und inhaftiert, nachdem sie bei einem Besuch von Premierminister H. H. Asquith protestiert hatte, wobei sie von der Polizei mit Gewalt daran gehindert wurde, den Veranstaltungsort zu betreten. Sie wurde im Oktober 1908 zu fünf Tagen im Armley Prison in Leeds verurteilt.
Am 27. April 1909 begleiteten Quinn und vier weitere WSPU-Mitglieder einen männlichen Begleiter in die St Stephen’s Hall im Unterhaus, wo sie vorgeblich darauf warteten, dass ihr Begleiter seinen Abgeordneten traf. Zur geplanten Zeit um 16 Uhr, als Big Ben läutete, blies Quinn in eine Trillerpfeife, ging zur Statue von Baron Somers und befestigte ein Transparent, das eine WSPU-Kundgebung in der Royal Albert Hall ankündigte, während Theresa Garnett, Margery Humes und Sylvia Russell sich an anderen Statuen befestigten und eine weitere Person in der nahe gelegenen Central Hall eine Rede hielt. Der Protest wurde damit begründet, dass die Statuen für Männer errichtet wurden, die sich in der Historie für die „britischen Freiheiten“ eingesetzt hätten, und dass die Suffragetten dasselbe nur für die Briten des 20. Jahrhunderts täten. Dieser ungewöhnliche Protest fand in der britischen Presse Beachtung. Am 23. April 2009 unterzeichneten 78 Parlamentsabgeordnete eine Early day motion, um der Aktion von Quinn und den anderen drei Frauen zugunsten der Frauenrechte zu gedenken und das Parlament aufzurufen, weiterhin ein Gleichgewicht zwischen den Geschlechtern anzustreben.
1917 war Quinn einer der beiden Delegierten der Tailors and Garment Workers Union, die zu der von Independent Labour Party und der British Socialist Party organisierten sogenannten Leeds Convention entsandt wurden. 1150 Personen nahmen an der Veranstaltung ausgelöst durch die Russische Revolution teil, darunter führende Politiker wie Keir Hardie, H. H. Asquith, David Lloyd George, Ramsay MacDonald und Ernest Bevin. Die Veranstaltung war von den Würdenträgern der Stadt abgelehnt worden, fand aber aufgrund des zahlenmäßigen Drucks statt. Im Rahmen der Veranstaltung wurde zu Solidaritätsaktionen mit russischen Arbeitern und Soldaten aufgerufen und es wurden Entschließungen zum Weltfrieden, zu einer Charta der Menschenrechte, zum Glückwunsch an die russischen Revolutionäre und zu organisiertem Aktivismus in der britischen Arbeiterklasse beschlossen.
Quinn gehörte zu der überproportional großen Gruppe der Katholiken aus der Tailors and Garment Workers Union. Dies beeinflusste ihre Haltung zu aktuellen Themen. Auf dem Labour Women’s Congress im Mai 1925 erklärte Quinn die Geburtenkontrolle zu einem „Verbrechen gegen Gott“, und Informationen, die sie unterstützten, seien „Schmutz“, woraufhin sie von Ellen Wilkinson wegen Beleidigung zurechtgewiesen und aufgefordert wurde, den Delegierten, die „ebenso aufrichtige, aber entgegengesetzte Ansichten vertreten“, keine niederen Motive zu unterstellen. Die Meinungen in dieser Angelegenheit ging mehrere Jahre lang bei verschiedenen Parteitagen und Abstimmungen der Labour Party hin und her, da die Partei in der Sache gespalten war.
Während des Generalstreiks von 1926 war Quinn ein führendes Mitglied des Aktionsrats von Leeds. Von 1929 bis 1943 wurde sie für Labour in den Stadtrat gewählt, obwohl sie zwischendurch einmal aus der Partei ausgeschlossen wurde. Im Alter von 73 Jahren nahm sie immer noch als Ratsmitglied an den Sitzungen des Stadtrats von Leeds teil und wurde als „fiery“ beschrieben.
Auf dem Gewerkschaftskongress von 1936 gehörte Quinn für die Tailors and Garment Workers Union zu den katholischen Arbeiterführern, die sich gegen die Unterstützung des Spanischen Bürgerkriegs aussprachen und die Gräueltaten auf beiden Seiten des Konflikts verurteilten, auch „rote Gräueltaten“. Quinn hatte auf dem Kongress ihrer eigenen Gewerkschaft beanstandet, dass britische Arbeitergruppen aufgefordert wurden, sich offiziell mit den spanischen Gewerkschaften zu solidarisieren, was von der katholischen Presse aufgegriffen wurde. Quinn hatte auch verhindert, dass Kleidung gesammelt und an die revolutionäre Seite verschickt wurde. Sie beschloss ihre Ausführungen mit dem Satz: „Ich habe meinen Standpunkt dargelegt, und das ist alles, was ich wollte.“
Quinn starb 1951 in Leeds. Ihr Requiem in der Kathedrale von Leeds war sehr gut besucht. Quinn ist auf dem Friedhof von Killingbeek begraben.
H. O’Donnell, der Oberbürgermeister von Leeds, schrieb in der Yorkshire Post:

„[Quinn] would neither be frightened out of her convictions, nor laughed out of them. She would stand in all weathers outside the cathedral and sell tickets for good causes. […] In spite of her caustic tongue, she was a loyal friend to anyone in trouble, very womanly. good living, straightforward, thinking of everyone before herself. Her life was an example to the younger generation.“

„[Quinn] hätte sich weder aus ihren Überzeugungen verscheuchen noch auslachen lassen. Sie hätte bei jedem Wetter vor der Kathedrale gestanden und Karten für gute Zwecke verkauft. […] Trotz ihrer bissigen Zunge war sie eine treue Freundin für jeden, der in Schwierigkeiten steckte, sehr weiblich, lebensfroh, geradlinig und dachte an alle anderen bevor sie an sich selbst dachte. Ihr Leben war ein Vorbild für die jüngere Generation.“